# Kaltanstrich

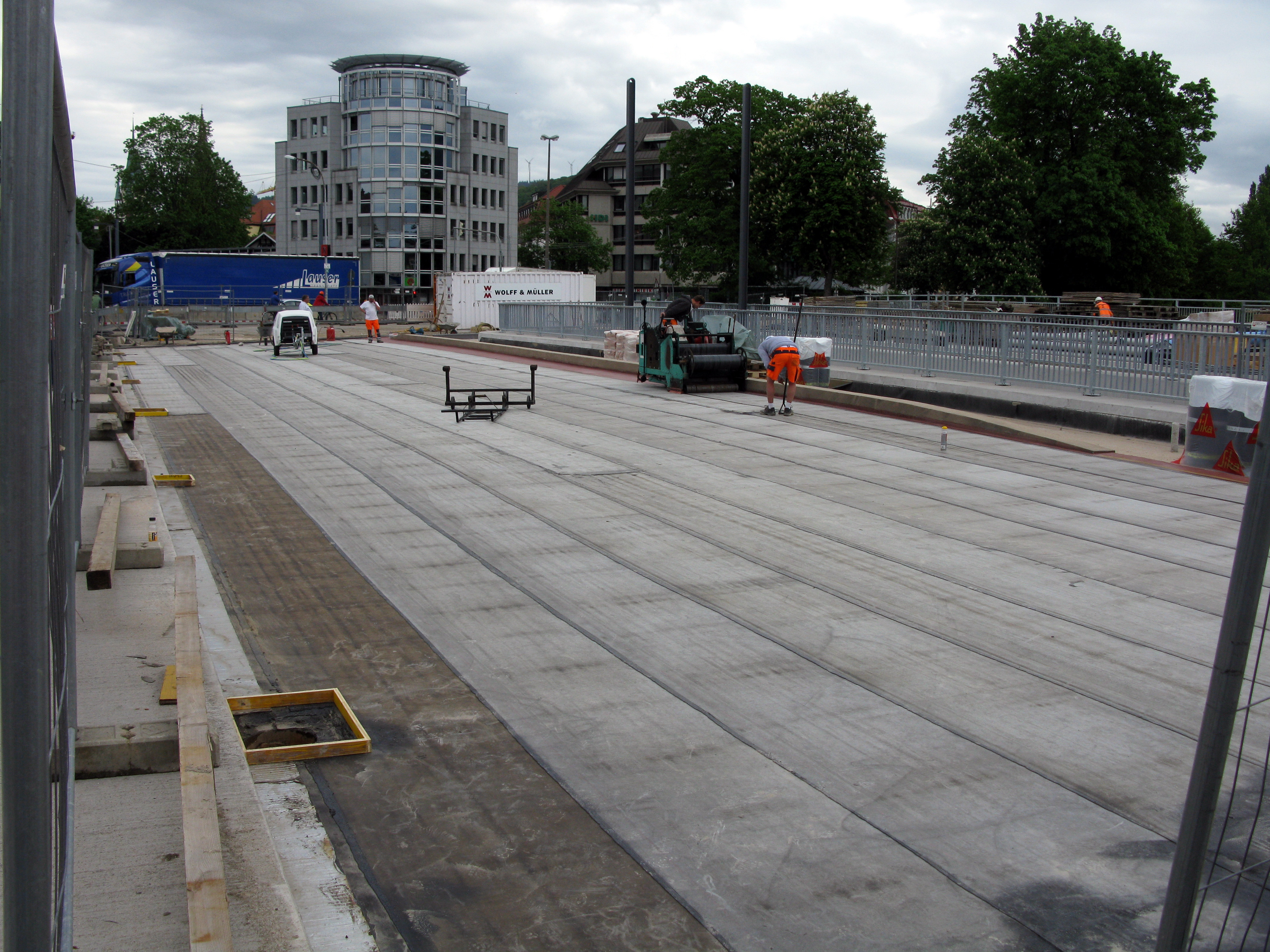
Aufbringung von Bitumen-Schweißbahnen auf den Beton der Freiburger Kronenbrücke

Ein Kaltanstrich ist ein Schutzanstrich aus kalt zu verarbeitenden Bitumenlösungen oder -emulsionen.
Er wird z. B. im Bauwesen im Außenbereich als Voranstrichmittel mit guter Haftung und Tiefenverankerung für nachfolgende heiß- oder kaltflüssige Klebeanstriche, Deckanstriche und Beschichtungen auf Bitumenbasis sowie für Bitumen-Schweißbahnen verwendet. Der Kaltanstrich verhindert aufsteigende Feuchtigkeit im Mauerwerk, in dem er durch Versiegelung den Kapillareffekt der Mauersteine unterbindet. Er ist außerdem geeignet als Dachabdichtung für alle bauüblichen, mineralischen Untergründe sowie für Untergründe mit Resten von Bitumenanstrichen und Bitumendachbahnen. Die Verarbeitung kann durch Streichen, Rollen oder Auftragen mit einem geeigneten Spritzgerät erfolgen.